# Davit Gurgenidze
Davit Gurgenidze, trascritto anche David Gurgenidze (georg. დავით გურგენიძე; Sagarejo, 26 settembre 1953), è un compositore di scacchi georgiano (sovietico fino al 1991).
Grande Maestro della composizione dal 1990, Giudice internazionale per la composizione dal 1994, Campione del mondo di composizione studi nel 1998-2000 (terzo nei campionati 2001-2003 e 2004-2006).
Ha composto oltre 500 studi e circa 200 problemi, ottenendo oltre 200 premiazioni, tra cui 32 primi premi. Ha collaborato spesso col suo connazionale Yuri Akobia. È stato per molti anni il delegato della Georgia alle riunioni annuali della PCCC (Permanent Commission for Chess Composition), sezione della FIDE per la composizione di studi e problemi. Ha fatto parte per molto tempo della sottocommissione per gli studi della PCCC.
Ha scritto molti libri sugli studi ed è considerato uno dei maggiori esperti dei finali, in particolare di quelli di torri.
Con Yuri Akobia ha scritto l'antologia di studi Study Mosaic, 13 volumi, 1995-2002

## Uno studio di Davit Gurgenidze
|   | a                                                                                                   | b                                                                                                   | c                                                                                                   | d                                                                                                   | e                                                                                                   | f                                                                                                   | g                                                                                                   | h                                                                                                   |   |
| 8 | e7 re del nero · h7 cavallo del bianco · h6 pedone del nero · b5 pedone del nero · a2 re del bianco | e7 re del nero · h7 cavallo del bianco · h6 pedone del nero · b5 pedone del nero · a2 re del bianco | e7 re del nero · h7 cavallo del bianco · h6 pedone del nero · b5 pedone del nero · a2 re del bianco | e7 re del nero · h7 cavallo del bianco · h6 pedone del nero · b5 pedone del nero · a2 re del bianco | e7 re del nero · h7 cavallo del bianco · h6 pedone del nero · b5 pedone del nero · a2 re del bianco | e7 re del nero · h7 cavallo del bianco · h6 pedone del nero · b5 pedone del nero · a2 re del bianco | e7 re del nero · h7 cavallo del bianco · h6 pedone del nero · b5 pedone del nero · a2 re del bianco | e7 re del nero · h7 cavallo del bianco · h6 pedone del nero · b5 pedone del nero · a2 re del bianco | 8 |
| 7 | e7 re del nero · h7 cavallo del bianco · h6 pedone del nero · b5 pedone del nero · a2 re del bianco | e7 re del nero · h7 cavallo del bianco · h6 pedone del nero · b5 pedone del nero · a2 re del bianco | e7 re del nero · h7 cavallo del bianco · h6 pedone del nero · b5 pedone del nero · a2 re del bianco | e7 re del nero · h7 cavallo del bianco · h6 pedone del nero · b5 pedone del nero · a2 re del bianco | e7 re del nero · h7 cavallo del bianco · h6 pedone del nero · b5 pedone del nero · a2 re del bianco | e7 re del nero · h7 cavallo del bianco · h6 pedone del nero · b5 pedone del nero · a2 re del bianco | e7 re del nero · h7 cavallo del bianco · h6 pedone del nero · b5 pedone del nero · a2 re del bianco | e7 re del nero · h7 cavallo del bianco · h6 pedone del nero · b5 pedone del nero · a2 re del bianco | 7 |
| 6 | e7 re del nero · h7 cavallo del bianco · h6 pedone del nero · b5 pedone del nero · a2 re del bianco | e7 re del nero · h7 cavallo del bianco · h6 pedone del nero · b5 pedone del nero · a2 re del bianco | e7 re del nero · h7 cavallo del bianco · h6 pedone del nero · b5 pedone del nero · a2 re del bianco | e7 re del nero · h7 cavallo del bianco · h6 pedone del nero · b5 pedone del nero · a2 re del bianco | e7 re del nero · h7 cavallo del bianco · h6 pedone del nero · b5 pedone del nero · a2 re del bianco | e7 re del nero · h7 cavallo del bianco · h6 pedone del nero · b5 pedone del nero · a2 re del bianco | e7 re del nero · h7 cavallo del bianco · h6 pedone del nero · b5 pedone del nero · a2 re del bianco | e7 re del nero · h7 cavallo del bianco · h6 pedone del nero · b5 pedone del nero · a2 re del bianco | 6 |
| 5 | e7 re del nero · h7 cavallo del bianco · h6 pedone del nero · b5 pedone del nero · a2 re del bianco | e7 re del nero · h7 cavallo del bianco · h6 pedone del nero · b5 pedone del nero · a2 re del bianco | e7 re del nero · h7 cavallo del bianco · h6 pedone del nero · b5 pedone del nero · a2 re del bianco | e7 re del nero · h7 cavallo del bianco · h6 pedone del nero · b5 pedone del nero · a2 re del bianco | e7 re del nero · h7 cavallo del bianco · h6 pedone del nero · b5 pedone del nero · a2 re del bianco | e7 re del nero · h7 cavallo del bianco · h6 pedone del nero · b5 pedone del nero · a2 re del bianco | e7 re del nero · h7 cavallo del bianco · h6 pedone del nero · b5 pedone del nero · a2 re del bianco | e7 re del nero · h7 cavallo del bianco · h6 pedone del nero · b5 pedone del nero · a2 re del bianco | 5 |
| 4 | e7 re del nero · h7 cavallo del bianco · h6 pedone del nero · b5 pedone del nero · a2 re del bianco | e7 re del nero · h7 cavallo del bianco · h6 pedone del nero · b5 pedone del nero · a2 re del bianco | e7 re del nero · h7 cavallo del bianco · h6 pedone del nero · b5 pedone del nero · a2 re del bianco | e7 re del nero · h7 cavallo del bianco · h6 pedone del nero · b5 pedone del nero · a2 re del bianco | e7 re del nero · h7 cavallo del bianco · h6 pedone del nero · b5 pedone del nero · a2 re del bianco | e7 re del nero · h7 cavallo del bianco · h6 pedone del nero · b5 pedone del nero · a2 re del bianco | e7 re del nero · h7 cavallo del bianco · h6 pedone del nero · b5 pedone del nero · a2 re del bianco | e7 re del nero · h7 cavallo del bianco · h6 pedone del nero · b5 pedone del nero · a2 re del bianco | 4 |
| 3 | e7 re del nero · h7 cavallo del bianco · h6 pedone del nero · b5 pedone del nero · a2 re del bianco | e7 re del nero · h7 cavallo del bianco · h6 pedone del nero · b5 pedone del nero · a2 re del bianco | e7 re del nero · h7 cavallo del bianco · h6 pedone del nero · b5 pedone del nero · a2 re del bianco | e7 re del nero · h7 cavallo del bianco · h6 pedone del nero · b5 pedone del nero · a2 re del bianco | e7 re del nero · h7 cavallo del bianco · h6 pedone del nero · b5 pedone del nero · a2 re del bianco | e7 re del nero · h7 cavallo del bianco · h6 pedone del nero · b5 pedone del nero · a2 re del bianco | e7 re del nero · h7 cavallo del bianco · h6 pedone del nero · b5 pedone del nero · a2 re del bianco | e7 re del nero · h7 cavallo del bianco · h6 pedone del nero · b5 pedone del nero · a2 re del bianco | 3 |
| 2 | e7 re del nero · h7 cavallo del bianco · h6 pedone del nero · b5 pedone del nero · a2 re del bianco | e7 re del nero · h7 cavallo del bianco · h6 pedone del nero · b5 pedone del nero · a2 re del bianco | e7 re del nero · h7 cavallo del bianco · h6 pedone del nero · b5 pedone del nero · a2 re del bianco | e7 re del nero · h7 cavallo del bianco · h6 pedone del nero · b5 pedone del nero · a2 re del bianco | e7 re del nero · h7 cavallo del bianco · h6 pedone del nero · b5 pedone del nero · a2 re del bianco | e7 re del nero · h7 cavallo del bianco · h6 pedone del nero · b5 pedone del nero · a2 re del bianco | e7 re del nero · h7 cavallo del bianco · h6 pedone del nero · b5 pedone del nero · a2 re del bianco | e7 re del nero · h7 cavallo del bianco · h6 pedone del nero · b5 pedone del nero · a2 re del bianco | 2 |
| 1 | e7 re del nero · h7 cavallo del bianco · h6 pedone del nero · b5 pedone del nero · a2 re del bianco | e7 re del nero · h7 cavallo del bianco · h6 pedone del nero · b5 pedone del nero · a2 re del bianco | e7 re del nero · h7 cavallo del bianco · h6 pedone del nero · b5 pedone del nero · a2 re del bianco | e7 re del nero · h7 cavallo del bianco · h6 pedone del nero · b5 pedone del nero · a2 re del bianco | e7 re del nero · h7 cavallo del bianco · h6 pedone del nero · b5 pedone del nero · a2 re del bianco | e7 re del nero · h7 cavallo del bianco · h6 pedone del nero · b5 pedone del nero · a2 re del bianco | e7 re del nero · h7 cavallo del bianco · h6 pedone del nero · b5 pedone del nero · a2 re del bianco | e7 re del nero · h7 cavallo del bianco · h6 pedone del nero · b5 pedone del nero · a2 re del bianco | 1 |
|   | a                                                                                                   | b                                                                                                   | c                                                                                                   | d                                                                                                   | e                                                                                                   | f                                                                                                   | g                                                                                                   | h                                                                                                   |   |

Soluzione:
1. Ra3 !!
Questa mossa è alla base dello studio. Sembrerebbe naturale dirigersi col re verso la colonna h, ma se 1. Rb2?  Rf7  2. Rc3  Rg7  3. Rb4  Rxh7  4. Rxb5  h5,  il re è fuori dal quadrato e il nero vince.
1. ... Re6 !  1. ...Rf7  2. Rb4  Rg7  3. Rxb5  Rxh7  4. Rc4  con patta teorica
2. Cf8+ !  Rf5
3. Cd7  h5
4. Cc5 !  h4
5. Cb3 !!  se il bianco avesse giocato 1. Rb3 questa mossa non sarebbe possibile
5. ...h3  6. Cd2  h2
se 6. ...Rf4  7. Cf1!  Rf3  8. Rb4  Rf2  9. Ch2  Rg2  10. Cg4  Rg3  11. Ce3  h2  12. Cf1+  patta
7. Cf1  h1=D  8.  Cg3+  patta.